# Сальпиглоссис
Сальпигло́ссис, или Трубкоязычник, устар. Сальпиглосс (лат. Salpiglossis, от греч. σάλπιγξ, «труба», и γλῶσσα, «язык»), — род однолетних и многолетних травянистых растений семейства Паслёновые (Solanaceae) порядка Паслёноцветные (Solanales).
Род включает три вида, происходящих из Чили, Аргентины и Мексики. Один из видов — Сальпиглоссис выемчатый (Salpiglossis sinuata) — красивоцветущее декоративное растение, культивируемое во многих странах.

## Распространение
Естественный ареал рода весьма ограничен: он охватывает территорию Чили, южную и северо-западную части Аргентины, а также северо-восточную и юго-западную части Мексики.
Интродукционный ареал рода связан с единственным культивируемым видом этого рода, Salpiglossis sinuata: как заносное растение оно встречается в Бельгии и на юге европейской части России.

## Биологическое описание
Однолетние и многолетние железисто-опушённые маловетвистые травянистые растения. Стебель прямой, относительно тонкий, высотой от 40 до 80, иногда до 100 см. Листья очерёдные. Могут быть как сидячими, так и с черешками. Края листовых пластинок могут разными: цельными, зубчатыми, перисто-надрезанными.

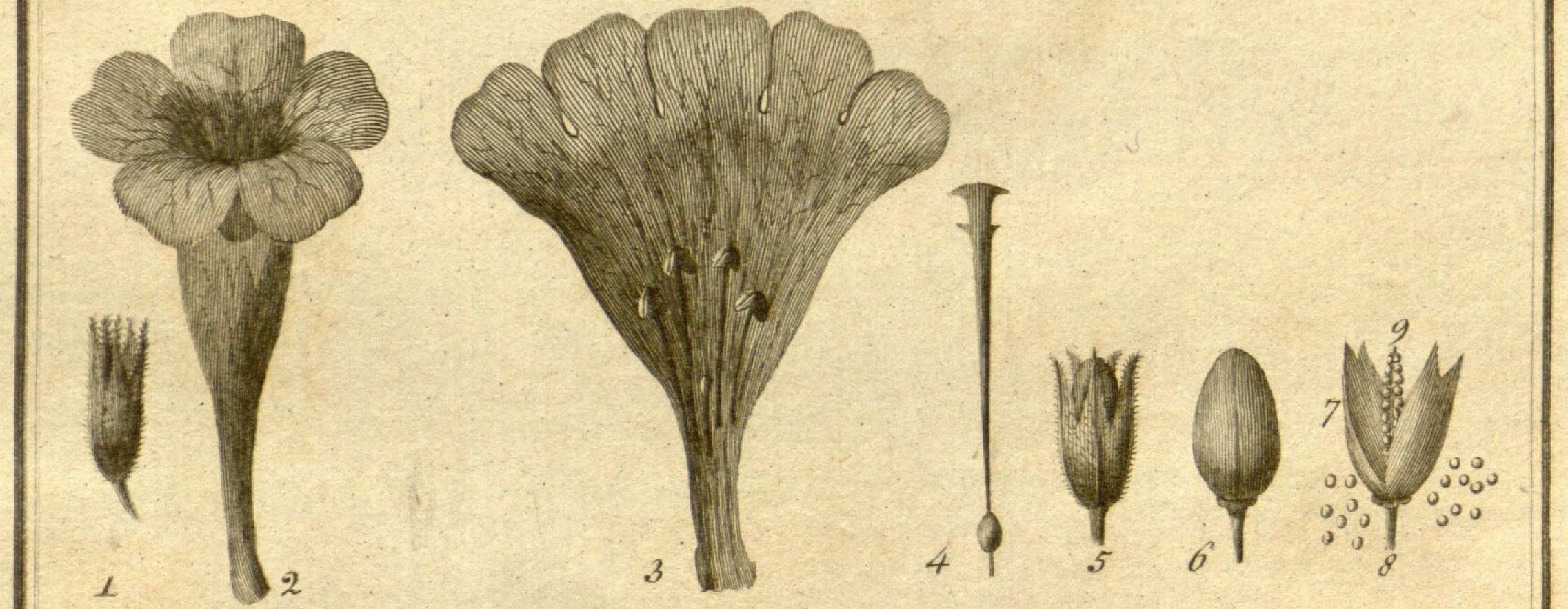
Salpiglossis. Ботаническая иллюстрация Доменико Пронти из второго издания работы Иполито Руиса и Хосе Павона Florae peruvianae, et chilensis prodromus… (1797, иллюстрация XIX). Чашечка (1); венчик (2); венчик в разрезе, показаны две обычные и две укороченные тычинки (3); пестик (4); плод, окружённый чашечкой (5); плод без чашечки (6); вскрывшийся плод (7); семена (8); цветоложе (9)

Цветки — на длинных цветоножках, с пятираздельной чашечкой и косоворонковидным венчиком, образованным, как и у всех паслёновых, пятью сросшимися лепестками. Венчик состоит из длинной трубки и отгиба, который, в свою очередь, состоит из пяти широких выемчатых долей. Окраска венчика может быть различной, при этом сочетания цветов и оттенков могут быть «очень эффектными». Цветки собраны в рыхлые кистевидные или метельчатые соцветия.

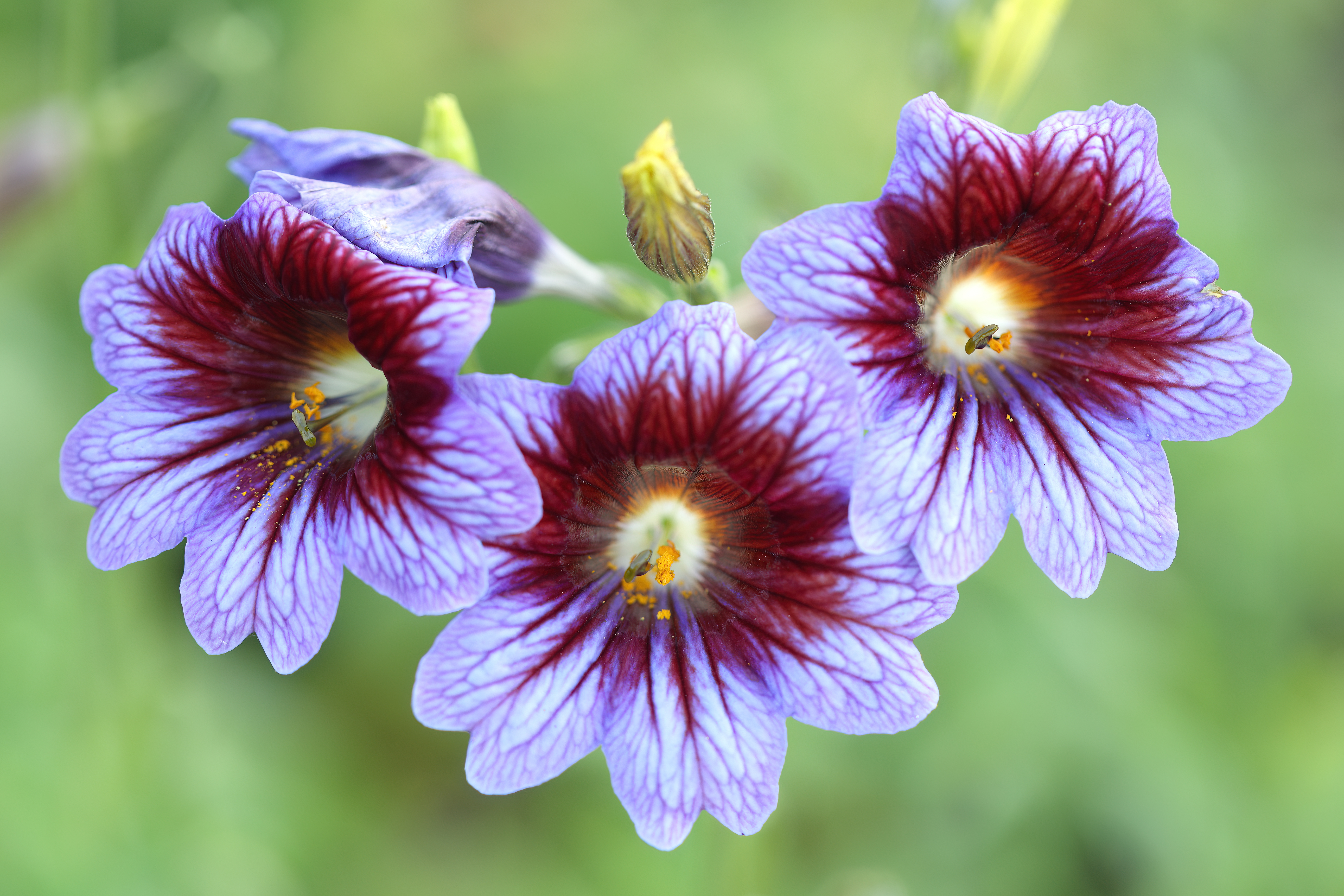
Цветки сальпиглоссиса выемчатого. Ботанический сад Роже-Ван-ден-Хенде Университета Лаваля, Квебек, Канада

В цветке типового вида, Salpiglossis sinuata, тычинок обычно четыре либо пять, но иногда наблюдаются цветки, в которых одна или несколько тычинок редуцированы. По мнению канадского исследователя паслёновых Уильяма Д'Арси, сколько-нибудь отчётливого проявления двусилия (схемы строения цветка, при которой из четырёх тычинок две являются укороченными), однако, не наблюдается — в отличие от растений из некоторых родов паслёновых, родственных сальпиглоссису.
Плод — двустворчатая коробочка удлинённой либо яйцевидной формы. Семена многочисленные. В одном грамме семян их содержится от 4000 до 6000 штук.

## Культивирование
Культивируют только один вид рода — Сальпиглоссис выемчатый (Salpiglossis sinuata). Его используют как декоративное растение для посадок на газонах, для групповых посадок на клумбах и рабатках, а также выращивают на срезку.

## Таксономия и классификация
Первое действительное описание рода Salpiglossis было опубликовано в 1794 году в Мадриде испанскими ботаниками Иполито Руисом Лопесом и Хосе Павоном-и-Хименесом в работе Florae peruvianae, et chilensis prodromus, sive Novorum generum plantarum peruvianarum, et chilensium descriptiones, et icones (с лат. — «Введение во флору Перу и Чили, или описания новых родов растений перуанских и чилийских, а также иллюстрации»). В соответствии с половой системой классификации Линнея, используемой в этой работе, род отнесён к XIV классу (Didynamiae, Двусильные), а внутри класса — к порядку Angiospermia. В качестве отличительных особенностей рода авторы указывают на то, что плод (коробочка) является двугнёздным, венчик имеет воронковидную форму, а столбик вытянутый и плоский, в верхней части увеличенный, с двух сторон помеченный зубчиками (углублениями).
Протолог содержит два параллельных текста на испанском и латинском языках, а также ботаническую иллюстрацию с изображением основных частей растения. В текстах на испанском и латинском авторы дают несколько отличающиеся объяснения тому, почему род назван Salpiglossis: в испанском тексте они пишут, что такое название связано с тем, что столбик у этого растения имеет форму «язычка, как у кларнета» (исп. una lengüeta paracida á un clarinete); в латинском же тексте говорится о том, что род так назван, поскольку столбик имеет форму трубообразного язычка (лат. a stylo lingulam tubaeformem).
Авторы пишут в протологе, что этот род содержит единственный вид, но его названия не указывают, лишь сообщают, что это травянистое растение. В 1797 году в Риме вышло второе издание этой работы, «расширенное и исправленное», но и в нём название единственного вида не указано.

### Виды

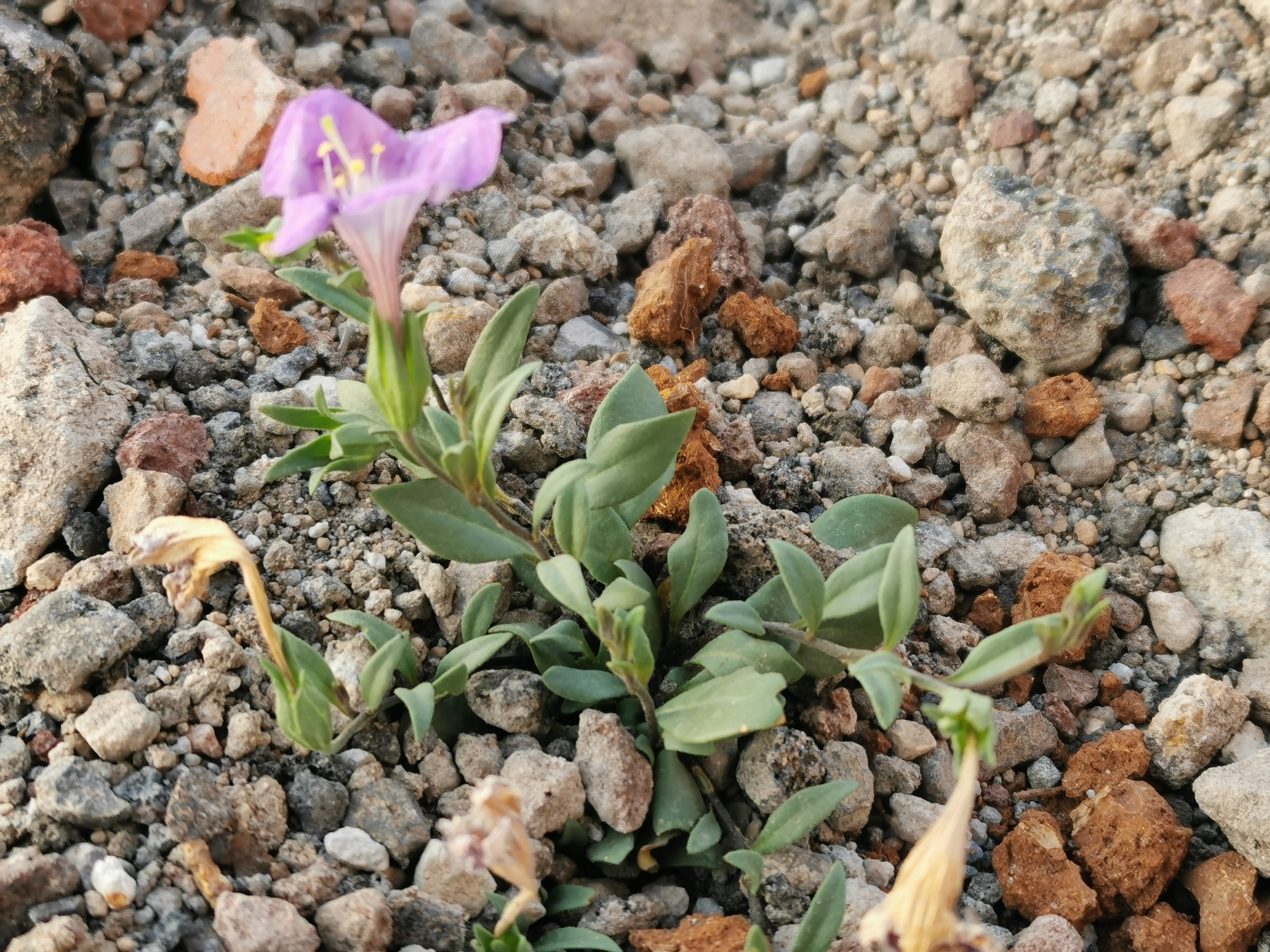
Salpiglossis arniatera. Штат Мичоакан, Максика

По информации базы данных Plants of the World Online (по состоянию на начало 2024 года), род включает три вида:
- Salpiglossis arniatera (B.L.Rob.) D'Arcy
- Salpiglossis sinuata Ruiz & Pav. typus[1] — Сальпиглоссис выемчатый
- Salpiglossis spinescens Clos

## Комментарии
1. ↑  Язычок — специальная деталь в некоторых музыкальных инструментах, имеющая форму закреплённой с одной стороны тонкой пластинки, которая колеблется от струи воздуха[16].